# Cornici del Purgatorio

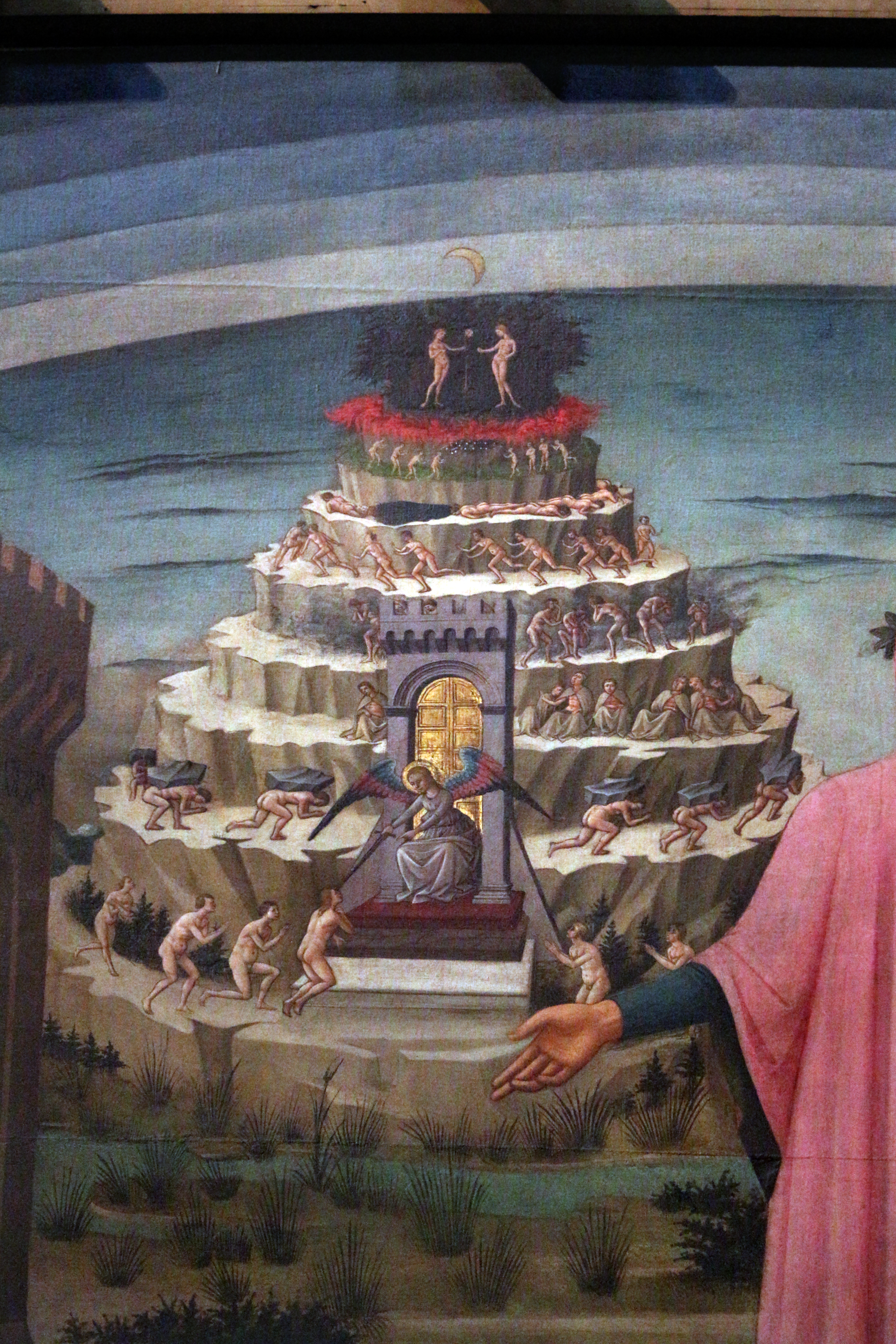
Le cornici del Purgatorio di Dante secondo Domenico di Michelino (1465)

Dante Alighieri, nel Purgatorio, seconda cantica della Divina Commedia, descrive la visione del proprio viaggio nell'oltretomba: il Purgatorio è diviso in tre parti, l'Antipurgatorio, il Purgatorio diviso in cornici, che sono significativamente sette, sulla scorta del Moralia in Job di Gregorio Magno, e il Paradiso terrestre. La costruzione morale del Purgatorio è spiegata dal poeta nel canto XVII.

## Antipurgatorio
Dante e Virgilio arrivano nel Purgatorio attraverso la «natural burella» che parte dal centro della terra, cioè dal fondo dell'Inferno, e che lo congiunge con l'emisfero australe, su cui sola in mezzo alle acque si erge la montagna del Purgatorio. Qui si soffermano prima sulla spiaggia, custodita da Catone, figura nobile e austera simbolo di libertà e, quindi, del libero arbitrio, necessaria per la caduta del peccato e per la sua espiazione. Nell'Antipurgatorio, formato da due balze, si trovano le anime dei negligenti, ovvero coloro che attendono di poter iniziare la loro espiazione. In seguito incontrano le anime di coloro che morirono per morte violenta, costretti a permanere nell'Antipurgatorio tanti anni quanti furono quelli della loro esistenza terrena. Infine superano la porta del Purgatorio, custodita dall'Angelo portinaio con le due chiavi e iniziano la salita della montagna.

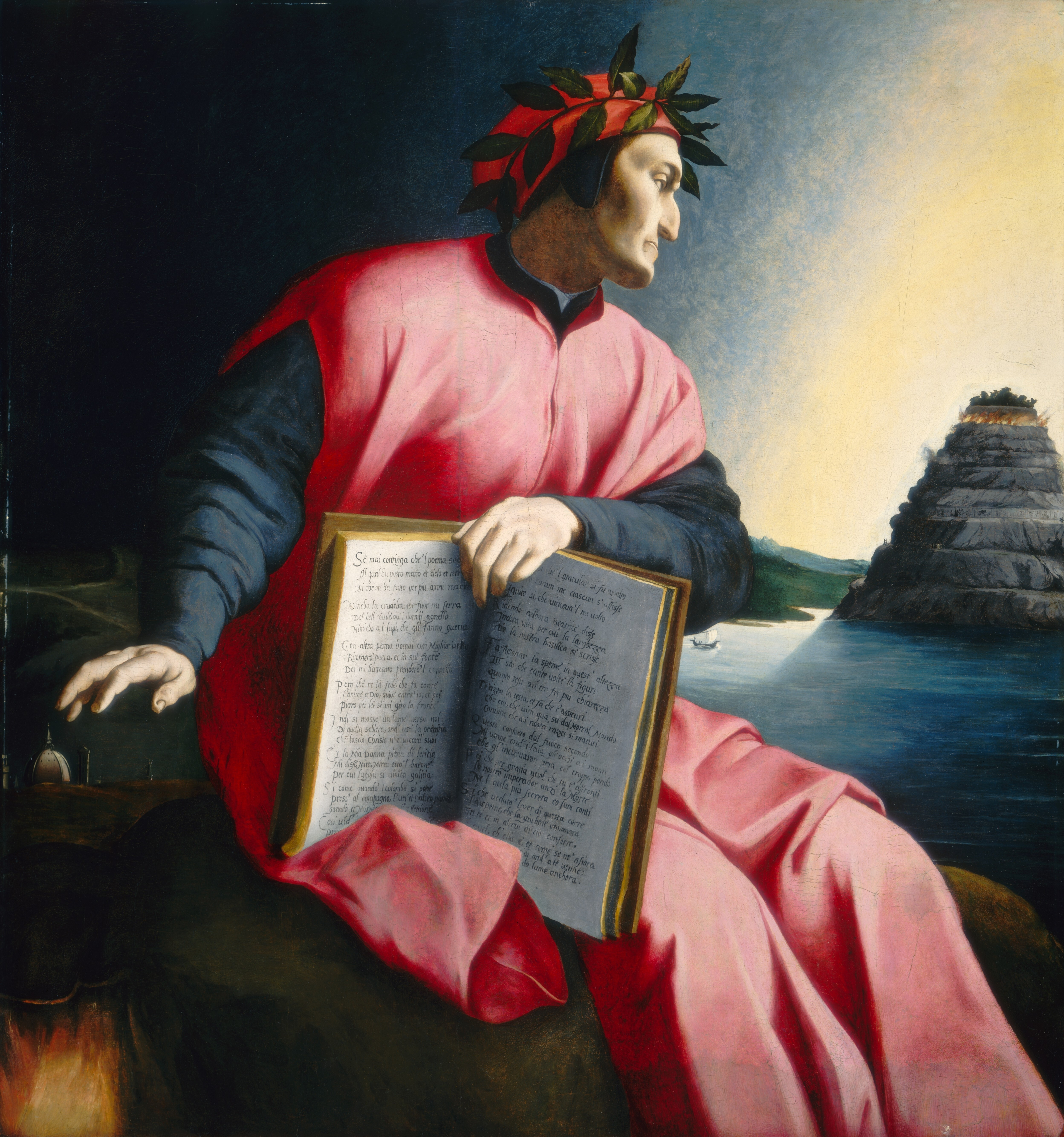
Ritratto allegorico di Dante, di Agnolo Bronzino, (1530).

## Prima cornice - Superbi
Sulla prima cornice espiano le anime dei superbi, che camminano gravati dal peso di enormi massi e recitando il Padre Nostro. Il peso che le anime sono costrette a portare corrisponde all'alterigia della loro condotta: ora si trovano chini nello sforzo di sostenerlo, mentre in vita stavano diritti a testa alta; partecipa al contrappasso anche la recita della preghiera, che presuppone umiltà nel supplicare Dio perché abbia misericordia (anche se omettono la parte che richiede di non essere indotti in tentazione, dal momento che tale rischio non li riguarda più).
La cornice è custodita dall'Angelo dell'umiltà, che canta la beatitudine Beati pauperes spiritu, "Beati i poveri di spirito".
Gli exempla della prima cornice sono scolpiti nel marmo, ma con un'arte divina che li fa parere scene viventi (a tal punto che Dante crede anche di udirne le voci). Essi sono:
- esempi di umiltà:

1. l'Annunciazione, quando Maria rispose all'arcangelo Gabriele «ecce ancilla Dei»;
2. l'umiltà di David nel cantare e ballare di fronte all'Arca dell'Alleanza mentre la faceva trasportare a Gerusalemme;
3. il dialogo tra l'imperatore Traiano e la vedova che gli chiedeva vendetta per il figlio ucciso;

- esempi di superbia punita:

1. Lucifero precipitato dal cielo;
2. Briareo vinto da Giove;
3. i giganti sconfitti dagli dei;
4. Nembrot e la torre di Babele;
5. Niobe tra i figli uccisi;
6. Saul che si suicida;
7. Aracne trasformata in ragno;
8. Roboamo in fuga;
9. Erifile uccisa per aver rivelato dove si nascondeva il marito;
10. Sennacherib morto nel tempio per aver assalito il regno di Giuda;
11. Ciro annegato nel sangue da lui versato;
12. Oloferne decapitato da Giuditta;
13. Troia distrutta.

Espiano qui: Omberto Aldobrandeschi, Oderisi da Gubbio e Provenzano Salvani.

## Seconda cornice - Invidiosi
Sulla seconda cornice espiano le anime degli invidiosi, coperti con il cilicio e con gli occhi cuciti di fil di ferro, a punizione dello sguardo carico d'invidia che hanno rivolto in vita contro il prossimo, mentre il colore del cilicio allude al viso livido dal desiderio; essi sono seduti appoggiati l'uno all'altro, al contrario che in vita, quando tentavano di rovinarsi a vicenda; infine cantano le litanie dei santi.
A guardia della cornice sta l'Angelo della misericordia, che canta la beatitudine Beati misericordes e «Godi tu che vinci».
Gli exempla della seconda cornice sono gridati da voci aeree, conformemente al fatto che le anime hanno gli occhi cuciti, e sono:
- esempi di carità:

1. Maria alle nozze di Cana;
2. Pilade che tenta di morire al posto dell'amico Oreste;
3. la massima «amate da cui male aveste»;

- esempi di invidia punita:

1. Caino uccisore di Abele;
2. Aglauro tramutata in sasso per invidia della sorella.

Espiano qui: Sapia, Guido del Duca e Ranieri da Calboli.

## Terza cornice - Iracondi
Sulla terza cornice espiano le anime degli iracondi, che camminano in un denso fumo, simbolo dell'ira che acceca e offusca le capacità intellettuali; essi cantano l'Agnus Dei.
Il custode della cornice è l'Angelo della mansuetudine, che canta la beatitudine Beati pacifici.
Gli exempla della terza cornice compaiono in visioni estatiche, e sono:
- esempi di mansuetudine:

1. Maria quando ritrova Gesù nel tempio;
2. Pisistrato che perdona il giovane che aveva abbracciato in pubblico la figlia;
3. Santo Stefano che, morendo, perdona chi lo martirizza;

- esempi di ira punita:

1. Procne tramutata in rondine;
2. Aman crocifisso per aver voluto uccidere il giusto Mardocheo;
3. Amata suicida per la rabbia di dover dare la figlia in sposa a Enea.

Espia qui: Marco Lombardo.

## Quarta cornice - Accidiosi
Sulla quarta cornice espiano le anime degli accidiosi, che corrono senza tregua, per contrasto alla pigrizia nell'amore per i beni spirituali.
L'Angelo della sollecitudine custodisce questa cornice: egli canta la beatitudine Beati qui lugent (cioè "soffrono").
Gli exempla in questa cornice sono gridati delle anime stesse; si tratta di:
- esempi di sollecitudine:

1. Maria che rende visita a Elisabetta;
2. Giulio Cesare che accorre in Spagna;

- esempi di accidia punita:

1. gli ebrei che rimasero nel deserto invece di seguire Mosè;
2. i troiani che non seguirono Enea nel Lazio.

Espia qui: Gherardo II di San Zeno.

## Quinta cornice - Avari e prodighi
Sulla quinta cornice espiano insieme le anime degli avari e prodighi, che giacciono in terra con le mani e i piedi legati: così come non volsero gli occhi, in vita, ai beni celesti, ora sono costretti a guardare in terra, come prima erano rivolti esclusivamente ai beni terreni; e così come non operarono il bene, ma si dedicarono esclusivamente al denaro, hanno le mani legate, quelle appunto che maneggiavano i soldi, e i piedi, in tal modo costretti all'immobilità. Essi cantano il salmo CXIX.
Il custode di questa cornice è l'Angelo della giustizia, che canta la beatitudine Beati qui sitiunt.
Gli exempla anche in questo caso sono pronunciati dalle anime stesse, e sono:
- esempi di povertà e liberalità:

1. Maria che partorì in una stalla;
2. Gaio Fabrizio Luscinio che rifiutò di farsi corrompere con il denaro;
3. san Nicola che salvò tre fanciulle dalla prostituzione donando loro la dote per sposarsi;

- esempi di cupidigia punita:

1. Pigmalione che per denaro divenne traditore, ladro e parricida;
2. Mida che trasformava in oro qualunque cosa toccasse e in tal modo morì di fame;
3. Acan ucciso da Giosuè per il bottino di Gerico
4. Saffira e il marito Anania fulminati da Dio per aver trattenuto una parte dei loro beni promessi alla comunità;
5. Eliodoro preso a calci da un cavallo per aver tentato di saccheggiare il tempio di Gerusalemme;
6. Polinestore che uccise Polidoro per depredarlo;
7. Marco Licinio Crasso, a cui il re dei Parti versò in bocca oro fuso per punirlo della sua cupidigia.

Espiano qui: Papa Adriano V, Ugo Capeto e Publio Papinio Stazio.

## Sesta cornice - Golosi
I penitenti della sesta cornice sono i golosi, che corrono senza sosta sotto alberi carichi di frutti e sulle rive di limpidi ruscelli, che però non possono toccare: sono irriconoscibili per la loro magrezza, affamati e assetati; il contrappasso in questo caso è ovvio, e deriva direttamente dalla mitologia classica, in particolare dal celebre supplizio di Tantalo (descritto, fra l'altro, da Virgilio nell'Eneide).
A guardia della cornice sta l'Angelo dell'astinenza, che canta la beatitudine Beati qui exuriunt iustitiam (cioè "Beati coloro che hanno fame di giustizia" o, secondo altre interpretazioni, "Beati coloro che hanno fame secondo la giusta misura").
Gli exempla sono qui gridati dagli alberi attorno a cui i golosi si accalcano, senza riuscire a coglierne i frutti; sono:
- esempi di temperanza:

1. Maria, che alle nozze di Cana non pensava tanto a se stessa, ma piuttosto alla buona riuscita del banchetto;
2. Le antiche donne romane, che secondo la leggenda erano astemie;
3. Daniele che rifiutò il cibo di Nabucodonosor ed ebbe come nutrimento da Dio la sapienza;
4. l'età dell'oro, nella quale erano cibo saporito le ghiande e nettare le acque dei ruscelli;
5. san Giovanni Battista, che nel deserto si cibò di miele e locuste;

- esempi di golosità punita:

1. i centauri che alle nozze di Ippodamia si ubriacarono e furono uccisi da Teseo;
2. gli ebrei che bevvero con troppa avidità nel deserto e non poterono partecipare alla guerra contro i madianiti.

Espiano qui: Forese Donati, Bonagiunta Orbicciani, Martino IV, Ubaldino degli Ubaldini, Bonifazio Fieschi e Marchese degli Argugliosi.

## Settima cornice - Lussuriosi
Nell'ultima cornice si trovano i lussuriosi, che camminano nel fuoco, tradizionale simbolo di amore e lussuria; sono divisi in due schiere, a seconda che abbiano peccato di amore secondo natura o di amore contro natura (sodomia): quando le due schiere si incontrano, i penitenti si scambiano un casto bacio sulla rapidità del quale Dante pone particolarmente l'accento. Inoltre cantano il Summae Deus clementiae.
A guardia della cornice c'è l'Angelo della castità, che canta la beatitudine Beati mundo corde, cioè "Beati i puri di cuore".
Gli exempla sono pronunciati dalle anime stesse, dopo essersi scambiato un rapido bacio; sono:
- esempi di castità:

1. Maria, che proclama «Virum non cognosco»;
2. Diana che scacciò la ninfa Elice avendola scoperta incinta;
3. donne e mariti casti secondo la legge del matrimonio;

- esempi di lussuria punita:

1. Sodoma e Gomorra, distrutte da una pioggia di fuoco;
2. Pasifae che si accoppiò col toro generando il Minotauro.

Espiano qui: Guido Guinizelli e Arnaut Daniel.
Superato il muro di fiamme, Dante e Virgilio incontrano un altro angelo, che invita i poeti a salire cantando Venite, benedicti patris mei: egli sta a guardia del Paradiso terrestre, ove giungono le anime che hanno compiuto l'espiazione dei loro peccati. Qui scorrono due fiumi, il Lete che toglie la memoria del male commesso e l'Eunoè che rinnova la memoria del bene compiuto, che le anime bevono, scortate da Matelda, allegoria dello stato d'innocenza dell'uomo prima del peccato originale, purificandosi così prima di salire in Paradiso.